# Lake of Fire
«Lake of Fire» — пісня американського рок-гурту Meat Puppets, що вийшла в 1983 році.
«Lake of Fire» стала однією з пісень, що вийшла на другому студійному альбомі гурту Meat Puppets II. Вся платівка була досить неочікуваним переходом від чистого панк-року, представленого на дебютному альбомі, до суміші панку, кантрі-року, блюграсу та рок-музики семидесятих. Назва пісні була запозичена з Об'явлення Івана Богослова, а її текст розповідав про загробне життя. Як згадував гітарист Курт Кірквуд, він написав цю пісню, коли його брати пішли на Хелловін, а він залишився вдома: «Я був незадоволений, бо вважав нісенітницею те, що дорослі так черство намагаються змінити свою зовнішність».
Друга хвиля популярності пісні відбулася після того, як Meat Puppets взяли участь в акустичному концерті Nirvana для MTV в 1993 році. Курт Кобейн наполягав на тому, щоб виконати декілька кавер-версій улюбленого гурту, до числа яких увійшла і «Lake of Fire». Надалі ця версія увійшла до концертного альбому Nirvana Unplugged in New York (1994). Сингл Nirvana  «Lake of Fire» в 1995 потрапив до чарту Billboard Mainstream Rock, де піднявся на 22 місце.
В 1994 році вийшов черговий альбом Meat Puppets Too High to Die, який завдяки появі музикантів на MTV став найбільш комерційно успішним в історії гурту. Хард-рокова версія «Lake of Fire» також була представлена на цьому альбомі, хоча і не ввійшла до списку композицій.